# Ревякинское муниципальное образование (Иркутская область)
Ревякинское сельское поселение — сельское поселение в составе 
Иркутского района Иркутской области.
Административный центр — деревня Ревякина.

## Границы
Согласно закону «О статусе и границах муниципальных образований Иркутского района Иркутской области» 

«…За начальную точку границы муниципального образования принят западный угол квартала 1 Иркутского лесхоза Хомутовского лесничества, далее граница проходит в северо-восточном направлении по северо-западной границе квартала 1 на расстоянии 1,8 км, далее поворачивает в северо-западном направлении и проходит по западным границам земель СХПК «Байкал», пересекая автодорогу «Бутырки - Ревякина» (в 5 км восточнее от д. Бутырки), р. Большой Кот, проходя по западной околице д. Черемушки в направлении д. Жердовка вплоть до русла р. Куда на расстоянии 16,3 км. Далее граница проходит в северо-восточном направлении по долине р. Куда зигзагом до границы с Эхирит-Булагатским районом на расстоянии 2,4 км. Далее граница проходит преимущественно в юго-восточном направлении по' смежеству с Эхирит-Булагатским районом до урочища Бол. Болото на расстоянии 34,2 км, проходит в юго-западном направлении по дуге на северо-восточный угол квартала 88 Иркутского лесхоза Хомутовского лесничества на расстоянии 1 км, плавно поворачивает на юг и проходит по автозимнику, идет по кварталам 88, 112 на северо-восточный угол квартала 135 на протяжении 4 км, далее плавно поворачивает на запад, проходит по автозимнику через кварталы 135, 134, 133, 132, 131, 130 до р. Мал. Кот (1 км севернее пади Долгая) на расстоянии 6,3 км. Затем граница проходит на северо-запад по долине р. Мал. Кот вниз по течению, пересекая кварталы 129, 104 и, проходя по западным границам кварталов 104, 80, 60, 43, 27, 18, 10, 1, идет в начальную точку на расстоянии 17,5 км.».

## Населенные пункты
В состав муниципального образования входят населенные пункты :
- деревня Бургаз
- деревня Каштак
- деревня Ревякина
- деревня Черёмушка